# لیکوالیکایی ابرودار
لیکوالیکایی ابرودار (نام علمی: Napothera epilepidota) گونه‌ای از پرندگان خانواده لیکویان زمینی است که در بوتان، چین، هند، اندونزی، لائوس، مالزی، میانمار، تایلند و ویتنام یافت می‌شود. زیستگاه طبیعی آن جنگل‌های جلگه‌ای نمناک نیمه‌گرمسیری و جنگل‌های کوهستانی نمناک نیمه‌گرمسیری یا گرمسیری است.